# Mistrzostwa Świata w Zapasach 1965
Mistrzostwa Świata w Zapasach 1965 w stylu klasycznym odbyły się w Hakametsän jäähalli w Tampere (Finlandia), a w stylu wolnym w Manchesterze (Wielka Brytania).

## Tabela medalowa
| Lp. | Państwo           |   |   |   | Razem |
| --- | ----------------- | - | - | - | ----- |
| 1   | ZSRR              | 9 | 1 | 1 | 11    |
| 2   | Iran              | 3 | 2 | 0 | 5     |
| 3   | Japonia           | 2 | 0 | 2 | 4     |
| 4   | Turcja            | 1 | 1 | 1 | 3     |
| 5   | Rumunia           | 1 | 1 | 0 | 2     |
| 6   | Bułgaria          | 0 | 4 | 3 | 7     |
| 7   | Węgry             | 0 | 2 | 1 | 3     |
|     | RFN               | 0 | 2 | 1 | 3     |
| 9   | Polska            | 0 | 1 | 2 | 3     |
| 10  | Finlandia         | 0 | 1 | 1 | 2     |
| 11  | Jugosławia        | 0 | 1 | 0 | 1     |
| 12  | Czechosłowacja    | 0 | 0 | 2 | 2     |
| 13  | NRD               | 0 | 0 | 1 | 1     |
|     | Stany Zjednoczone | 0 | 0 | 1 | 1     |

## Medale

### Mężczyźni

#### Styl wolny
| Konkurencja |                    |                         |                     |
| ----------- | ------------------ | ----------------------- | ------------------- |
| 52 kg       | Yoshikatsu Yoshida | Baju Baew               | László Ölveti       |
| 57 kg       | Tomiaki Fukuda     | Mohammad Ali Farrokhian | Karl Dodrimont      |
| 63 kg       | Ebrahim Sejfpur    | Stanczo Kolew           | Takeo Morita        |
| 70 kg       | Abdollah Mowahhed  | Mahmut Atalay           | Sarberg Beriaszwili |
| 78 kg       | Guram Sagaradze    | Mohammad Ali Sanatkaran | Yasuo Watanabe      |
| 87 kg       | Mansur Mahdizade   | Francisc Balla          | Prodan Gardżew      |
| 97 kg       | Ahmet Ayık         | Aleksandr Miedwied      | Said Mustafow       |
| +97 kg      | Aleksandr Iwanicki | Lutwi Achmedow          | Larry Kristoff      |

#### Styl klasyczny
| Konkurencja |                   |                     |                    |
| ----------- | ----------------- | ------------------- | ------------------ |
| 52 kg       | Siergiej Rybałko  | Rolf Lacour         | Angeł Kerezow      |
| 57 kg       | Ion Cernea        | Fritz Stange        | Bernard Knitter    |
| 63 kg       | Jurij Grigoriew   | Martti Laakso       | Lothar Schneider   |
| 70 kg       | Giennadij Sapunow | Stevan Horvat       | Eero Tapio         |
| 78 kg       | Anatolij Kolesow  | Kirił Petkow        | Sırrı Acar         |
| 87 kg       | Rimantes Bagdonas | Bolesław Mackiewicz | Jiří Kormaník      |
| 97 kg       | Walerij Anisimow  | Ferenc Kiss         | Czesław Kwieciński |
| +97 kg      | Nikołaj Szumakow  | István Kozma        | Petr Kment         |